# 조지 듀크
조지 듀크(George Duke, 1946년 1월 12일 ~ 2013년 8월 5일)는 미국의 키보디스트, 작곡가, 싱어송라이터, 음악 프로듀서였다. 그는 편곡가, 음악 감독, 음악 프로듀서, 음악 교수로서 수많은 아티스트들과 함께 일했다. 그는 조지 듀크 트리오와 함께 처음 《The Jean-Luc Ponty Experience with the George Duke Trio》라는 음반으로 이름을 알렸다. 그는 주로 30장의 솔로 음반으로 알려져 있었는데, 1979년 《A Brazilian Love Affair》가 그의 가장 인기 있는 음반이었으며, 다른 음악가들, 특히 프랭크 자파와의 협연으로도 유명하다.

## 생애
조지 듀크는 1946년 1월 12일 캘리포니아주 산라파엘에서 태드 듀크와 베아트리체 버렐 사이에서 태어나 마린 시티에서 자랐다. 4살 때 그는 피아노에 관심을 갖게 되었다. 그의 어머니는 그를 듀크 엘링턴의 콘서트장에 데리고 가서 이 경험에 대해 말했다. "잘 기억은 나지 않지만, 어머니께서 제가 미쳤다고 말씀하셨어요. '피아노 좀 사줘, 피아노 좀 사줘!라며 뛰어다녔다." 그는 7살 때 동네 침례교회에서 피아노 공부를 시작했다.
그는 밀밸리에 있는 타말파이스 고등학교에 다녔고 1967년 샌프란시스코 음악원에서 트롬본과 작곡 학사 학위를 받았다. 1975년 샌프란시스코 주립 대학교에서 작곡 석사 학위를 취득하였다.
비록 듀크가 클래식 음악을 연주하기 시작했지만, 그는 그의 사촌 찰스 버렐이 재즈로 바꾸도록 설득한 것에 대해 공을 돌렸다. 그는 "자유롭고 싶었다"고 설명했고 버렐은 "당신이 하고 싶은 일을 즉흥적으로 해달라"고 설득해 "나를 위해 어느 정도 결정을 내렸다"고 설명했다. 그는 오클랜드에 있는 메리트 대학교에서 재즈와 미국 문화에 대한 강의를 했다.
2013년 8월 5일 로스앤젤레스에서 만성 림프모구 백혈병으로 67세의 나이로 사망했다.